# リーシュマニア
リーシュマニア (Leishmania) は、トリパノソーマ科に属する原生生物で、脊椎動物の細胞内に寄生してリーシュマニア症を引き起こす。
名はイギリス陸軍軍医のウィリアム・リーシュマン (William Leishman, 1865–1926) に因む。
この原虫はサシチョウバエ類によって媒介されるが、特に旧世界では Phlebotomus 属、新世界では Lutzomyia 属のものが知られている。主要な宿主は哺乳動物であり、ヒトのほかにげっ歯類、イヌなどにおいて感染の報告が多くなされている。

## 生活環

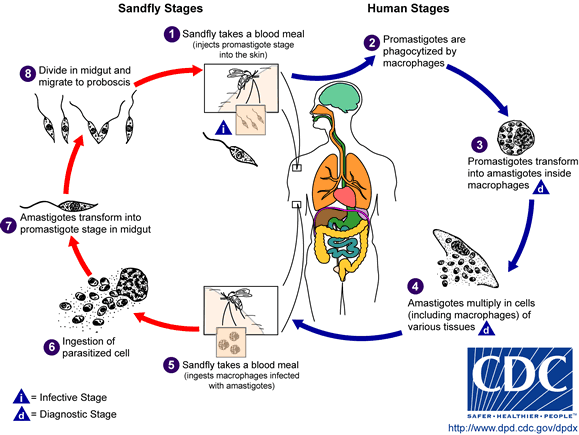
リーシュマニアの生活環

リーシュマニアは2つの形態学的なステージを持っている: 
前鞭毛型 (promastigote)
媒介昆虫内。鞭毛を持つ。
無鞭毛型 (amastigote)
哺乳動物細胞内。鞭毛がない。
サシチョウバエの雌に刺されると、
1. 特に発育終末前鞭毛型 (metacyclic promastigote) と呼ばれるリーシュマニアが体内に侵入する。
2. 刺傷周辺の組織でマクロファージに貪食され、
3. その中で無鞭毛型に変態する。
4. 無鞭毛型は細胞内で増殖し、種によって異なる組織に病変を生じ、これによって症状の差が現れる。
5. サシチョウバエは吸血の際に無鞭毛型に感染したマクロファージを取り込み、
6. これを消化することで感染する。
7. サシチョウバエの中腸で前鞭毛型に分化し(7)、
8. 増殖した後に発育終末前鞭毛型に分化して口吻へ移動する。

## 起源
リーシュマニアの起源ははっきりわかっていない。ある説によれば、アフリカ起源でアメリカに伝わり、さらに約1500万年前に陸地化していたベーリング海峡を渡って旧世界に渡ったとされる。しかし旧北区起源だとする説もある。原虫の伝播には媒介昆虫や保有宿主の伝播やそれに引き続く適応が伴っているはずである。もっと新しい伝播として、ヨーロッパ各国による新世界の植民地化に伴い、地中海沿岸の L. infantum がラテンアメリカに渡って L. chagasi と呼ばれるようになったケースが判っている。

## 分類
リーシュマニア属の原虫は50種あまりが知られている。もともとサシチョウバエ体内での寄生部位によって3つの亜属に分類していたが、分子系統解析の結果からさらに1亜属を加えて4亜属に分類している。。

### Leishmania亜属
Leishmania 亜属（subgenus Leishmania Ross, 1903）は、サシチョウバエの前腸・中腸（幽門より前）で発達する。旧世界で放散した生物群だと考えられる。
- donovani コンプレックス - 主に内臓リーシュマニア症を引き起こす病原体で、以下の2種に整理されている。
  - ドノバンリーシュマニア L. (L.) donovani (Laveran et Mesnil, 1903) Ross, 1903 - 東アフリカ・中東・インドに分布している。L. (L.) archibaldi はシノニム。
  - 幼児リーシュマニア L. (L.) infantum Nicolle, 1909 - 地中海沿岸・中南米に分布している。皮膚型の症状を示す場合もある。L. chagasi はシノニム。
- tropica コンプレックス - 旧世界における皮膚リーシュマニア症の病原体。
  - 熱帯リーシュマニア L. (L.) tropica (Wright, 1903)
  - 大形リーシュマニア L. (L.) major Yakimoff, 1915
  - エチオピアリーシュマニア L. (L.) aethiopica Bray et al., 1973
- mexicana コンプレックス - 中米における皮膚リーシュマニア症の病原体。
  - メキシコリーシュマニア L. (L.) mexicana Biagi, 1953 - L. pifanoi はシノニム。
  - アマゾンリーシュマニア L. (L.) amazonensis Lainson et Shaw, 1972 - L. garnhami はシノニム。
  - L. (L.) aristidesi Lainson et Shaw, 1979
  - ベネズエラリーシュマニア L. (L.) venezuelensis　Bonfante-Garrido, 1980
- その他
  - L. (L.) gerbilli Wang et al., 1964
  - L. (L.) arabica Peters et al., 1986
  - L. (L.) killicki Rioux et al., 1986
  - L. (L.) turanica Strelkova et al., 1990
  - L. (L.) forattinii Yoshida et al., 1993
  - L. (L.) waltoni Shaw et al., 2015

### Viannia亜属
Viannia 亜属（subgenus Viannia Lainson et Shaw, 1987）は、幽門前後で発達する（後腸に寄生する時期がある）ことにより分けられた。新世界で放散した生物群だと考えられる。主に皮膚リーシュマニア症を引き起こす病原体で、粘膜皮膚型とよばれる重篤な症状を示すことが多い。
- ブラジルリーシュマニア L. (V.) braziliensis Vianna, 1911
- ペルーリーシュマニア L. (V.) peruviana Velez, 1913
- ガイアナリーシュマニア L. (V.) guyanensis Floch, 1954
- パナマリーシュマニア L. (V.) panamensis Lainson et Shaw, 1972
- L. (V.) lainsoni Silveira et al., 1987
- L. (V.) shawi Lainson et al., 1989
- L. (V.) naiffi Lainson et Shaw, 1989
- L. (V.) lindenbergi Silveira et al., 2002
- L. (V.) utingensis Braga et al., 2003

### Sauroleishmania亜属
Sauroleishmania 亜属（subgenus Sauroleishmania Saf'janova, 1982）は爬虫類に寄生し、サシチョウバエ体内では後腸（幽門より後）で発達するもの。爬虫類に寄生することから別属に分けられたが、現在ではリーシュマニア属の亜属として扱うことが多い。
- L. (S.) tarentolae Wenyon, 1921
- L. (S.) gymnodactyli Khodukin et Sofiev, 1940
- L. (S.) adleri Heisch, 1958
- L. (S.) hoogstraali McMillan, 1965
- L. (S.) guliki Saf'janova, 1982

### Mundina亜属
Mundina 亜属（subgenus Mundina Shaw, Camargo, and Teixeira, 2016）
上記3亜属のすぐ外側の系統に属する生物群のうち、詳細な解析でLeishmania属に残されたもの。
- L. (M.) enrietti Muniz et Medina, 1948 - ブラジルのモルモットから発見された。
- L. (M.) martiniquensis Desbois et al. 2014
- L. (M.) macropodum Barratt, Kaufer and Ellis 2017

### 近縁属
トリパノソーマ科のうちリーシュマニア属を含む単系統の分類群としてリーシュマニア下科(Leishmaniatae)が設立されている。
- Porcisia Shaw, Camargo and Teixeira, 2016[注釈 1]
中南米のヤマアラシから見付かるが媒介者不明。
  - P. hertigi Herrer, 1971
  - P. deanei Lainson et Shaw, 1977
- "Endotrypanum" Mesnil and Brimont, 1908
ナマケモノから見付かる。なおここに示したものはEndotrypanum属への同定が疑問視されており、将来的に別属が設立される可能性がある[7]。
  - E. schaudinni Mesnil and Brimont, 1908
  - E. monterogeii Shaw, 1969
  - E. colombiensis Kreutzer et al., 1991
  - E. equatorensis Grimaldi et al., 1992
  - E. herreri Zeledon et al., 1979
- Novymonas Kostygov and Yurchenko, 2016
  - N. esmeraldas
- Zelonia  Shaw, Camargo and Teixeira, 2016
コスタリカのサシチョウバエで見付かる
  - Z. costaricensis Yurchenko et al., 2006
  - Z. australiensis Barratt, Kaufer and Ellis 2017
- Borovskyia Kostygov and Yurchenko, 2017[7]
  - B. barvae

## 歴史
誰が最初にリーシュマニア症の病原体を見つけたのかについては議論がある。1885年にイギリス領インド軍の軍医少佐デーヴィッド・ダグラス・カニンガムが観察しているが病気との関連性には気付いていなかった。1898年にロシア帝国陸軍の軍医ピョートル・ボロフスキーが東洋瘤腫の病変部に原虫を見出しているが、その成果は長らく知られることがなかった。イギリス軍医学校のウィリアム・リーシュマンが1900年にダムダム熱で死んだ兵士の脾臓塗布標本にこの生物を認め1903年に報告、前後するようにマドラス駐在の軍医チャールズ・ドノヴァンが確認し、標本をパスツール研究所に送った。シャルル・ルイ・アルフォンス・ラヴランはこれをピロプラズマの一種として新種記載を行ったが、リヴァプール大学（当時）のロナルド・ロスはこれを新属Leishmaniaに帰属させた。

## 分子生物学
リーシュマニアで重要なのは、リポフォスフォグリカン(LPG)による複合糖質層である。これはフォスフォイノシチド膜アンカーと結合し、脂質・中性糖鎖・リン酸化されたガラクトース=マンノースの繰り返しという3部構造を持ち、末端は中性オリゴ糖でキャップされている。サシチョウバエに消化される時だけでなく、呼吸バースト（爆発的な活性酸素種発生）に対応し感染を継続させるのにも役立っていると考えられている。細胞内消化はエンドソームがリソソームと融合して加水分解酵素が放出され、DNA、RNA、タンパク質や炭水化物を消化する。
Leishmania major のゲノムが解読されている。

## 感染機序
微生物が感染すると、多形核白血球(PMN)は血管上皮をすり抜けて血流中から感染の起きている組織へと脱出する。そこで直ちに最初の免疫応答としての仕事をはじめ、侵入者を貪食する。この過程で炎症が起きる。活性化されたPMNはケモカイン（特にIL-8）を分泌して他の顆粒球を呼び寄せその貪食作用を活性化させる。L. majorはPMNのIL-8分泌をさらに増大させる。これは不合理に感じるかもしれないが、この現象は他の偏性細胞内寄生体でも観察される。この手の微生物にとって、細胞内で生き残る方法は何通りかある。驚くことに、アポトーシスを起こした病原体を生きた病原体と一緒に打つと、生きた病原体だけを打った場合よりも爆発的な病態を示す。死んだ寄生虫の表面に通常アポトーシスを起こした細胞が持っている抗炎症シグナルであるフォスファチジルセリンを晒すと、L. majorは呼吸バーストを止め、同時に打った生きた病原体の殺傷分解は達成されない。リーシュマニアの場合、子孫はPMNの中では作られないが、この方法で生き残り感染部位に自由に居続けることができる。
前鞭毛型はさらにリーシュマニア化学遊走因子 (Leishmania chemotactic factor; LCF) を分泌し、好中球を活発に誘引するが、しかし単球やNK細胞のような他の白血球は誘引しない。さらにリーシュマニアが存在するとPMNによるインターフェロンガンマ誘導タンパク質10(IP10)の産生は止められ、NK細胞やTh1細胞の誘引による炎症反応と防御免疫反応が遮断される。最初の宿主であるPMNがACAMP (apoptotic cell associated molecular pattern) という「病原体がいない」というシグナルを提示しているため、この病原体は貪食作用の間も生存したままである。
好中球の寿命はとても短く、骨髄から出て血流中を6～10時間循環したのち、自発的にアポトーシスを起こす。病原微生物はそれぞれ異なる戦略で細胞のアポトーシスに影響を与えることが報告されている。L. major は caspase 3 の活性化を阻害することで、好中球のアポトーシスを遅らせ寿命を2～3日引き延ばすことができる。この寄生虫の最終的な宿主はマクロファージで、感染部位にたどり着くのに通常2～3日かかるため、この寿命の延長は感染の進展には非常に有利である。またPMNによるMIP-1αとMIP-1ß (macrophage inflammatory protein) というケモカインの産生を誘導してマクロファージを呼び寄せる。
好中球が含む有害な細胞成分やタンパク質分解酵素から周囲の組織を守るために、アポトーシスを起こしたPMNはマクロファージによって静かに除去される。死にゆくPMNは「食べて」信号、すなわちアポトーシス中細胞膜の外側に輸送されるフォスファチジルセリンを提示している。遅延されたアポトーシスのためPMNに残存している原虫はマクロファージに取り込まれるが、これは全く生理的な過程であり炎症反応ではない。この「静かな食作用」という戦略は原虫にとって次のような利点がある。
- アポトーシスした細胞の取り込みは、マクロファージの殺傷活性を抑え、病原体の生存につながる。
- アポトーシスした細胞内部の原虫は見えないので、PMN内部の病原体はマクロファージ表面の受容体と直接接触しない。したがってマクロファージによる免疫の活性化も起こらない。